# قائمة التحكم بالوصول

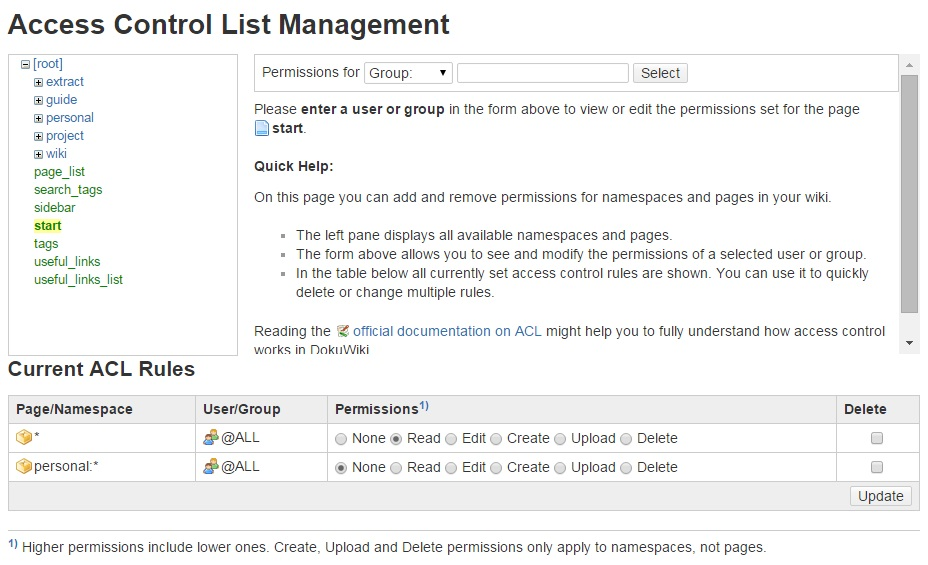

قائمة التحكم بالوصول أو لائحة التحكم في النفاذ (بالإنجليزية: Access control list)‏ مصطلح متعارف في تقنية المعلومات (أنظمة الحاسب الآلى والشبكات) وهي عبارة عن قائمة من الصلاحيات والأذونات والمرتبطة بالمستخدمين أو البرامج المخولة للوصول إلى موارد النظام. على سبيل المثال إذا كان ملف يحتوي على قائمة التحكم بالوصول (أحمد، وحذف) فإنه يعطي أحمد إذن لحذف الملف.